# Weicher Frauenmantel
Der Weiche Frauenmantel (Alchemilla mollis, Syn.: Alchemilla acutiloba var. mollis Buser) ist eine Pflanzenart aus der Familie der Rosengewächse (Rosaceae). Sie wird innerhalb der Gattung Frauenmantel (Alchemilla) in die Sektion Erectae gestellt.

## Merkmale
Der Weiche Frauenmantel ist eine ausdauernde, mehrjährige, große bis sehr große Pflanze. Die Sprossachse (Stängel) ist 20 bis 100 Zentimeter lang. Seine Länge entspricht dem 1,5 bis 3-fachen der Blattstiele. Er ist annähernd vollständig behaart, kahl sind oftmals nur die Blütenstiele. Die Blätter sind bis zu 22 Zentimeter breit, flach, neunlappig und 4 bis 25 % des Radius sind eingeschnitten. Die Endlappen sind 27 bis 45° breit, seichtbogig oder mehr trapezförmig geformt und in der Regel gestutzt. Sie sind auf 0 bis 2 Millimeter ganzrandig (maximal auf 20 %) und weisen 13 bis 21 Zähne auf. Die Zähne sind 1 bis 3 Millimeter lang, was 2 bis 7 % des Spreitenradius entspricht, und 1 bis 4 Millimeter breit. Ihr Verhältnis von Länge zu Breite beträgt 0,35 bis 1,5. Sie sind dreieckig bis breit warzenförmig und spitz bis stumpf. Ober- und Unterseite der Blätter sind weiß behaart, wodurch vor allem die Unterseite weiß schimmert. Die Nebenblätter sind am Grund rosa gefärbt, ihre Öhrchen sind ungefähr doppelt so lang wie breit. Die Nebenblätter am obersten Stängelblatt haben eine Länge von 8 bis 15 Millimeter, sind mit 8 bis 14 Zipfeln gezähnt, gelappt und auf 30 bis 40 % eingeschnitten. Ihre Zipfel sind 0,7 bis 1,5 mal so lang wie breit. Die Monochasien sind dicht, nur selten sind diachsial verzweigt. Die Blütenstiele sind kahl und haben eine Länge von 1 bis 2,5, selten bis 5 Millimeter. Die Blüten sind gelbgrün bis gelb gefärbt und messen 2 bis 3,5 × 3 bis 5 (selten bis 6) Millimeter. Von den Kelchbechern weisen zumindest einige am Grund abstehende Haare auf. Die Kelchblätter sind spreizend und selten leicht behaart. Sie sind 1,2 bis 2-mal so lang wie breit und bis 1,67-mal so lang wie der Kelchbecher. Die Außenkelchblätter sind 0,8 bis 1,2-mal so lang und (0,5) 0,8 bis 1,3-mal so breit wie die Kelchblätter, sowie 1,67-mal so lang wie der Kelchbecher und außen leicht gezähnelt.
Die Blütezeit reicht von Juni bis August.
Die Chromosomenzahl beträgt 2n = 102 bis 106.

## Vorkommen
Der Weiche Frauenmantel kommt in Rumänien, Süd-Russland, der Nord-Türkei, dem Kaukasus, Georgien, Armenien und dem Nord-Iran in Hochstaudenfluren und Fettwiesen in Höhenlagen von 900 bis 2100  Meter vor.
In Mitteleuropa ist die Art subspontan anzutreffen. Vermutlich stammen die mitteleuropäischen Pflanzen aus Rumänien. Die Art ist aus Pflanzungen verwildert und hat sich vielfach eingebürgert, beispielsweise in Ortschaften, Friedhöfen und Parks, aber auch in Wiesengesellschaften und auf Flussschotter. Sie ist vom Flachland bis subalpine Regionen zu finden.

## Nutzung
Der Weiche Frauenmantel wird verbreitet als Zierpflanze für Rabatten, Staudenbeete, Parks und Teichufer, sowie als Schnittblume und für Trockensträuße genutzt. Der Weiche Frauenmantel wird neben anderen Pflanzen der Gattung Alchemilla in der volkstümlichen Medizin Europas verwendet. Er soll gegen Menstruationsbeschwerden (Regelschmerzen) wirken, blutstillend sein und die Umstellung im Klimakterium (Wechseljahre) erleichtern. Als Adstringens soll er bei Durchfall, als Mundwasser bei Gingivitis (Zahnfleischentzündung) und zum Gurgeln bei Laryngitis (Kehlkopfentzündung) verwendet werden.